# Епічний театр
«Епічний театр» (нім. episches Theater) — театральна теорія драматурга і режисера Бертольта Брехта, що зробила значний вплив на розвиток світового драматичного театру. Теоретично розроблені Брехтом методи побудови п'єс і спектаклів: поєднання драматичної дії з епічною розповідною, включення в спектакль самого автора, «ефект очуження» як спосіб представити явище з несподіваного боку, а також принцип «дистанціювання», що дозволяє акторові висловити своє ставлення до персонажа, руйнування так званої «четвертої стіни», що відокремлює сцену від залу для глядачів, і можливість безпосереднього спілкування актора з глядачем — міцно увійшли в європейську театральну культуру.
Свою теорію, що спирається на традиції західноєвропейського «театру вистави», Брехт протиставляв «психологічному» театру («театру переживання»), який пов'язують зазвичай з ім'ям К. С. Станіславського, саме для цього театру розробив систему роботи актора над роллю. При цьому сам Брехт, як режисер, в процесі роботи охоче користувався і методами Станіславського і корінну відмінність бачив у принципах взаємин між сценою і залом для глядачів, в тому «надзавданні», заради якого ставиться спектакль. В останні роки Брехт готовий був відмовитися від терміну «епічний театр», як занадто розпливчастого, але більш точної назви для свого театру не знайшов . Ідеї Брехта захопили найбільших театральних режисерів другої половини XX століття, Жан Люк Годар переніс їх і в кінематограф ; але сформульовані драматургом принципи були розраховані на тих, хто, за його словами, «заслуговує звання художника», і найменш продуктивним виявилося буквальне слідування його теоретичним есе.

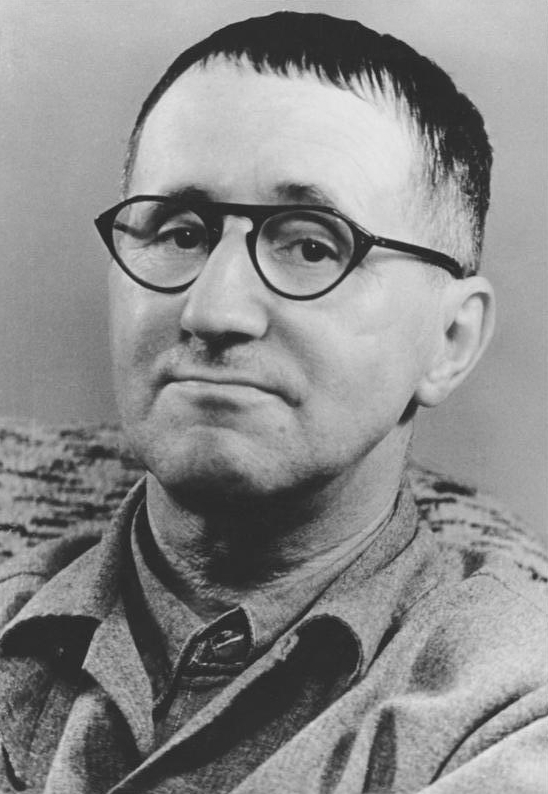
Бертольт Брехт, 1954 рік

## Історія

### Епічна драма
Молодий поет Бертольт Брехт починав з реформи драми: перша п'єса, яку він пізніше назве «епічною», «Ваал», була написана ще в 1918 році. «Епічна драма» Брехта народилася стихійно, з протесту проти театрального репертуару того часу, переважно натуралістичного, — теоретичну базу під неї він підвів лише в середині 20 -х років, встигнувши написати вже чималу кількість п'єс. «Натуралізм, — пояснював Брехт через багато років, — дав театру можливість створювати виключно тонкі портрети, скрупульозно, у всіх деталях зображати соціальні „куточки“ і окремі малі події. Коли стало ясно, що натуралісти переоцінювали вплив матеріального середовища на суспільну поведінку людини, особливо коли ця поведінка розглядається як функція законів природи, — тоді пропав інтерес до „інтер'єру“. Набув значення більш широкий фон, і потрібно було вміти показати його мінливість і суперечливий вплив його радіації».
Сам термін, який він наповнив власним змістом, як і багато важливі думки, Брехт почерпнув у близьких йому за духом просвітителів: у Й. В. Гете, зокрема в його статті «Про епічне і драматичне поезії», у Ф. Шиллера та Г. Е. Лессінга («Гамбурзька драматургія»), частково й у Д. Дідро — у його «Парадоксі про актора». На відміну від Арістотеля, для якого епос і драма були принципово різними видами поезії, просвітителі так чи інакше допускали можливість з'єднання епосу і драми, і якщо за Арістотелем трагедія повинна була викликати страх і співчуття і, відповідно, активну співпереживання глядачів, то Шиллер і Гете, навпаки, шукали способи пом'якшення афективного впливу драми: тільки при більш спокійному спостереженні можливе критичне сприйняття того, що відбувається на сцені.
Ідею епізації драматичного твору за допомогою хору, незмінного учасника грецької трагедії VI–V століть до н. е., Брехту також було у кого запозичувати окрім Есхіла, Софокла чи Евріпіда: ще на самому початку XIX століття її висловив Шиллер у статті «Про застосування хору в трагедії». Якщо в Стародавній Греції хор, що коментує і оцінює те, що відбувається з позиції «громадської думки», був швидше рудиментом, що нагадував про походження трагедії з хору «сатирів», то Шиллер бачив у ньому передусім «чесне оголошення війни натуралізму», спосіб повернення поезії на театральні підмостки. Брехт у своїй «епічній драмі» розвивав іншу думку Шиллера: «Хор залишає вузьке коло дії для того, щоб висловити судження про минуле і майбутнє, про далекі часи і народи, про все людське взагалі …». Аналогічно «хор» у Брехта — його зонги — значно розширив внутрішні можливості драми, дозволив вмістити в її межі епічну оповідальність і самого автора.
Нова драма народжувалася в післявоєнній Німеччині, в роки важкої економічної кризи, що загострила і соціальну, і національну ворожнечу, — в «золоті двадцяті», як іронічно називають у Німеччині це десятиліття. «Золотий час, — згадував Стефан Цвейг, — переживало тоді все екстравагантне, що не підлягає контролю розумом: теософія, окультизм, спіритизм, сомнамбулізм, антропософія, хіромантія…» У цих умовах для Брехта було принципово важливо відновити в правах розум, — традиційну драму, «арістотелевську» (оскільки принципи її побудови були сформульовані в «Поетиці» Арістотеля), він відкидав як ту, що викликає почуття .

### Досвід Пискатора
Першим успішним досвідом створення епічного театру Брехт вважав здійснену Еріхом Енгелем в 1925 році постановку неепічного «Коріолана» Шекспіра; цей спектакль, за словами Брехта, вмістив всі вихідні моменти для епічного театру. Проте для нього самого найбільш важливим виявився досвід іншого режисера — Ервіна Пискатора, ще в 1920 році створив у Берліні свій перший політичний театр. Брехт жив у той час у Мюнхені і лише в 1924 році переселився до столиці. У середині 20-х він став свідком другого втілення політичного театру Пискатора — на сцені Вільного народного театру (Freie Völksbühne). Так само, як Брехт, але іншими засобами Пискатор прагнув створювати більш широкий фон для локальних сюжетів драм, і в цьому йому допомагав, зокрема, кінематограф. Розмістивши на заднику сцени величезний екран, Пискатор міг за допомогою кадрів кінохроніки не тільки розширювати часові та просторові рамки п'єси, але й надавати їй епічної об'єктивності: «Глядач, — писав Брехт у 1926 році, — отримує можливість самостійно розглядати певні події, що створюють передумови для рішень дійових осіб, а також можливість бачити ці події іншими очима, ніж герої, дії якиї події зумовлюють».
Відзначаючи в постановках Пискатора певні недоліки, наприклад, занадто різкий перехід від слова до фільму, який, за його словами, просто збільшував число що знаходяться в театрі глядачів на число що залишаються на сцені акторів, Брехт бачив і не використані Пискатора можливості цього прийому: звільнені кіноекраном від обов'язки об'єктивно інформувати глядача, герої п'єси можуть висловлюватися вільніше, а контраст між «плоско сфотографованої дійсністю» і сказаним на тлі фільму словом можна використовувати для посилення виразності мовлення.

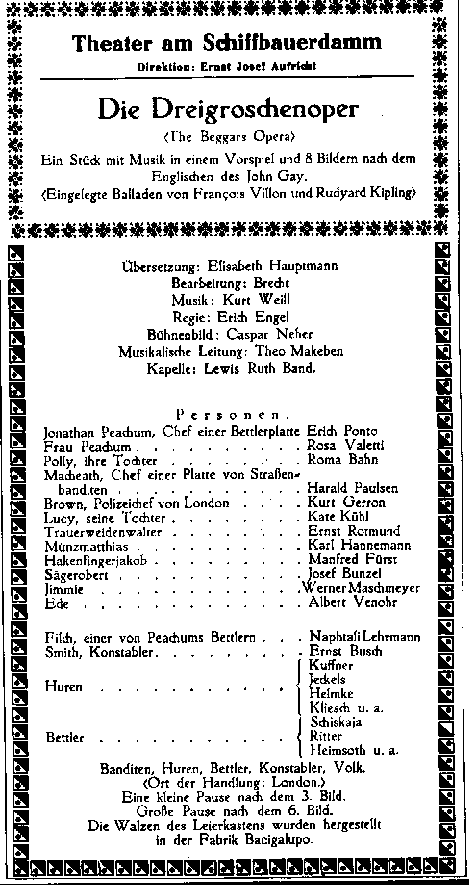
Програма «Тригрошової опери» у постановці Е. Енгеля. Берлін, 1928 рік

Коли наприкінці 20-х років Брехт сам зайнявся режисурою, він не пішов цим шляхом, знайшовши власні засоби епізації драматичної дії, органічні для його драматургії, — новаторські, винахідливі постановки Пискатора, з використанням новітніх технічних засобів, відкривали Брехту необмежені можливості театру взагалі й «епічного театру» зокрема. Багато років потому в «Купівлі міді» Брехт писав: «Розробка теорії неарістотелівського театру й ефекту очуження належить Автору, однак багато що з цього здійснював також Пискатор, причому абсолютно самостійно й оригінально. У всякому разі, поворот театру до політики становив заслугу Пискатора, а без такого повороту театр Автора навряд чи міг би бути створений» .
Політичний театр Пискатора постійно закривали, то з фінансових, то з політичних причин, він відроджувався знову — на іншій сцені, в іншому районі Берліна, але в 1931 році помер остаточно, і сам Пискатор переселився в СРСР. Однак ще кількома роками раніше, в 1928-му, епічний театр Брехта відсвяткував свій перший великий, за свідченнями очевидців — навіть сенсаційний успіх: коли Еріх Енгель на сцені Театру на Шиффбауердамм поставив «Тригрошову оперу» Брехта та  Вайля. До початку 30-х років, як на досвіді Пискатора, якого сучасники дорікали в недостатній увазі до акторської гри (на перших порах він  зовсім віддавав перевагу акторам-аматорам), так і на власному досвіді Брехт, у всякому випадку, переконався в тому, що новій драмі потрібен новий театр — нова теорія акторського та режисерського мистецтва.

### Брехт і російський театр
Політичний театр ще раніше, ніж у Німеччині, народився в Росії: у листопаді 1918 року, коли Всеволод Мейєрхольд поставив в Петрограді «Містерію-буф» Маяковського. У розробленій Мейєрхольдом в 1920 році програмі «Театральний Жовтень» Пискатор міг би знайти чимало близьких йому думок. Після приходу до влади нацистів у 1933 році Брехту довелося покинути Німеччину; в еміграції були написані найкращі його п'єси, в тому числі «Матінка Кураж та її діти», «Добра людина із Сичуані», «Життя Галілея», «Кар'єра Артуро Уї», «Кавказьке крейдяне коло», але від театральної практики він виявився відірваний. Саме в ці роки, у другій половині 30-х, він розробляв теорію «епічного театру». До того часу Брехт був уже добре знайомий з російським театральним досвідом: у квітні-червні 1930 року в Німеччині, в дев'яти містах, включаючи Берлін, гастролював Державний театр імені Всеволода Мейєрхольда, — тоді ж Брехт зазначив, що в ГосТИМі «існує справжня теорія суспільної функції театру».
Ще раніше, в 1923 році, Студія ім. Євгена Вахтангова представила німецькій публіці найкращі спектаклі свого засновника. З іншого боку, Художній театр, що здійснював в 1922–1924 роках гастрольне турне по Європі та США, теж не оминув своєю увагою Німеччину. Надалі Брехт нерідко використовував імена російських режисерів — К. С. Станіславського, В. Е. Мейєрхольда і Е. Б. Вахтангова — для позначення напрямків у сучасному драматичному театрі.

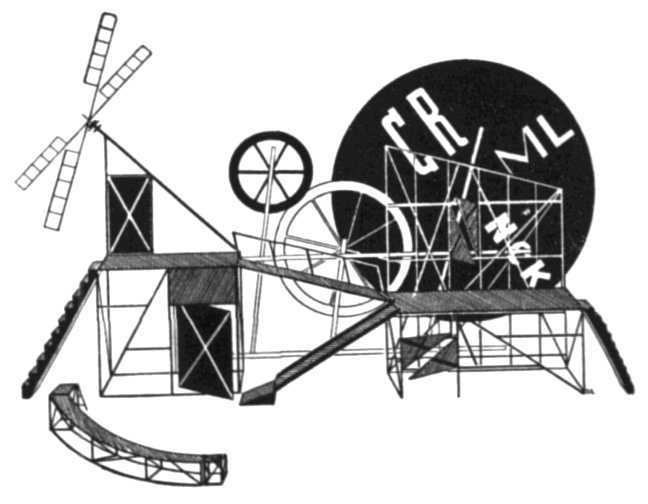
Сценічна конструкція для спектаклю «Великодушний рогоносець» у постановці В. Мейерхольда, 1922 рік

В одному зі своїх записів Брехт визначив для себе, в чому полягає прогресивність кожного з них: метод Станіславського хороший вже тим, що це метод, він припускає «більш інтимне знання людей», дозволяє показати "суперечливу психіку (покінчено з моральними категоріями "добрий « і „злий“)», враховує вплив навколишнього середовища, допомагає досягти природності виконання; Вахтангов для Брехта був хороший тим, що для нього «театр — це театр», порівняно зі Станіславським — більше композиції, більше винахідливості й фантазії; нарешті, в Мейєрхольда він цінував саме те, що заперечувало Станіславського : «подолання особистого», абстрактність навколишнього середовища, «акцентування артистичності». Вахтангов, у поданні Брехта, ввібрав у себе методи Станіславського і Мейєрхольда як протиріччя, при цьому був і «найбільш ігровим»: «У порівнянні з ним, — писав Брехт, — Мейєрхольд напружений, а Станіславський млявий; один — імітація, другий — абстракція життя». Але тут же додав: «Якщо розглядати діалектично, то Вахтангов — це скоріше комплекс Станіславський — Мейєрхольд до вибуху, ніж синтез після вибуху», — Брехту, який під Мейєрхольдом в інших випадках міг мати на увазі й Пискатора, потрібен був синтез — органічне злиття систем.

## Теорія
Теорію «епічного театру», предмет якої, за визначенням самого автора, становили «взаємини між сценою і залом для глядачів», Брехт допрацьовував і уточнював до кінця життя, проте основні принципи, сформульовані у другій половині 30-х років, залишалися незмінними .
«Арістотелівська» драма в поданні Брехта, побудована таким чином, що вся її дія рухається до розв'язки («назустріч катастрофі»), відповідно, саме розв'язка, і нерідко тільки вона одна — не хід дії і тим більше не хід думки автора — викликає інтерес у глядача. Спектакль, заснований на такий драмі, в натуралістичному театрі створює ілюзію автентичності того, що відбувається на сцені, прагне втягнути глядача в дію і змусити його співпереживати; для цього використовується метод «вживання»: актор вживається в образ, глядач — у почуття персонажа, що, за Брехтом, виключає можливість критичної оцінки, для неї «тим менше залишається місця, чим повніше вживання». Вплив, таким чином, заснований не на переконанні, а на простому навіюванні

### «Ефект очуження»
«Якщо між сценою і публікою встановлювався контакт на основі вживання, — говорив Брехт в 1939 році, — глядач був здатний побачити рівно стільки, скільки бачив герой, в якого він вжився. І по відношенню до певних ситуацій на сцені він міг відчувати такі почуття, які дозволяв „настрій“ на сцені. Враження, почуття і думки глядача визначалися враженнями, почуттями, думками дійових на сцені осіб». У цій доповіді, прочитаній перед учасниками Студентського театру в Стокгольмі, Брехт пояснював, як працює вживання, на прикладі шекспірівського «Короля Ліра»: у гарного актора гнів головного героя на дочок неминуче захоплював і глядача, — про справедливість королівського гніву судити було неможливо, його можна було тільки розділяти. І оскільки у Шекспіра гнів короля поділяє його вірний слуга Кент і б'є слугу «невдячної» дочки, що відмовився за її наказом виконувати бажання Ліра, Брехт питав: «А чи повинен глядач нашого часу розділяти … гнів Ліра і, внутрішньо беручи участь у побитті слуги … схвалювати це побиття?» Домогтися того, щоб глядач засудив Ліра за його неправедний гнів, на думку Брехта, можна було тільки методом «очуження» — замість вживання.
«Ефект очуження» (Verfremdungseffekt) у Брехта мав той же зміст і те ж призначення, що й «ефект остранення» у Віктора Шкловського: подати добре знайоме явище з несподіваного боку — подолати таким чином автоматизм і стереотипність сприйняття або, як казав сам Брехт, «просто позбавити подію або характер всього, що зрозуміло й так, знайоме, очевидне, і викликати з приводу цієї події подив і цікавість». Вводячи в 1914 році цей термін, Шкловський позначив явище, яке вже існувало в літературі та мистецтві, і сам Брехт в 1940 році писав: «Ефект очуження — старовинний театральний прийом, що зустрічається в комедіях, в деяких галузях народного мистецтва, а також на сцені азіатського театру», — Брехт його не винайшов, але тільки у Брехта цей ефект перетворився на теоретично розроблений метод побудови п'єс і спектаклів.

### Актор в «епічному театрі»
«Техніка очуження» виявилася особливо складною для акторів. У теорії Брехт не уникнув полемічних перебільшень, що згодом і сам визнав у своїй основній теоретичній праці — «„Малий органон“ для театру»; в багатьох статтях він заперечував необхідність вживання актора в роль, а в інших випадках вважав його навіть шкідливим: ідентифікація з образом неминуче перетворює актора або в простий рупор персонажа, або в його адвоката. Але в п'єсах самого Брехта конфлікти виникали не стільки між персонажами, скільки між автором і його героями; актор його театру мав представити авторське — або своє власне, якщо воно принципово не суперечило авторському, — ставлення до персонажу.
Б. Брехт
У «арістотелівськії» драмі незгоду у Брехта викликало і те, що характер у ній розглядався як якийсь даний понад набір рис, які, в свою чергу, зумовлювали долю; властивості особистості поставали як «непроникні для впливу». Але в людині, нагадував Брехт, завжди укладені різні можливості: він став «таким», але міг бути й іншим, — і цю можливість актор також мав показати: « Якщо будинок звалився, це не означає, що він не міг би вціліти». І те, й інше, на думку Брехта, вимагало «дистанціювання» від створюваного образу — на противагу арістотелевському: «Хвилює той, хто сам хвилюється, і викликає гнів той, хто дійсно сердиться». За теоретичними роботами важко було уявити собі, що вийде в результаті, і надалі значну частину своїх есе Брехту довелося присвятити спростуванням сформованих, вкрай невигідних для нього уявлень про «епічний театр» — як про театр «знекровлений» і який не має жодного прямого відношення до мистецтва.
У своїй стокгольмській доповіді він розповідав про те, як на межі 20 — 30-х років в берлінському Театрі на Шиффбауердамм робилися спроби створити новий, «епічний» стиль виконання — з молодими акторами, серед яких були Гелена Вайґель, Ернст Буш, Карола Неєр і Петер Лоррен, і закінчував цю частину доповіді на оптимістичній ноті: "Так званий епічний стиль виконання, вироблений нами … порівняно швидко розкрив свої артистичні якості … Тепер відкрилися можливості перетворення штучних танцювальних та групових елементів мейєрхольдовскої школи в художні, а натуралістичних елементів школи Станіславського в реалістичні".